# Andrés Sánchez Franco
 Andrés José Sánchez Franco  (Murcia, España; 13 de agosto de 1986) es un futbolista español. Juega de defensa y su equipo actual es el C. Olímpico Totana de la Preferente Autonómica - Grupo 1 de España.

## Clubes
| Club               | País   | Año         |
| ------------------ | ------ | ----------- |
| Orihuela C.F.      | España | 2008 - 2009 |
| F.C. Jumilla       | España | 2009 - 2010 |
| Caravaca C.F.      | España | 2010 - 2011 |
| A.D. Ceuta         | España | 2011 - 2012 |
| U.D. Melilla       | España | 2012 - 2013 |
| Cádiz C.F.         | España | 2013 - 2016 |
| Marbella F.C.      | España | 2016 - 2017 |
| F.C. Jumilla       | España | 2017 - 2018 |
| Orihuela C.F.      | España | 2018 - 2020 |
| C. Olimpico Totana | España | 2020 -      |